# Neobisium temniskovae
Neobisium temniskovae är en spindeldjursart som beskrevs av Bozidar P.M. Curcic 2002. Neobisium temniskovae ingår i släktet Neobisium och familjen helplåtklokrypare. Inga underarter finns listade i Catalogue of Life.